# Liteware
Liteware – nazwa rodzaju komercyjnych programów komputerowych, które są rozprowadzane bezpłatnie, lecz posiadają ograniczoną funkcjonalność w porównaniu do pełnej, komercyjnej wersji. W zależności od producenta lub dostawcy, niektóre funkcje programu mogą nie być dostępne lub mogą być dostępne tylko częściowo. Programy dystrybuowane  na tym rodzaju licencji mogą mieć ograniczoną ilość aktualizacji lub dostępu do pomocy technicznej. Programy Liteware nie posiadają terminu, po którym korzystanie z programu staje się niemożliwe, jednakże po okresie 30 dni pojawiają się reklamy i przypomnienia o konieczności zarejestrowania się, najczęściej w formie banerów.